# Auaxa kaluga
Auaxa kaluga là một loài bướm đêm trong họ Geometridae.